# عبد الله مصطفى النقشبندي
الدكتور عبد الله بن مصطفى بن أبي بكر بن محمد بن عبد الله الهرشمي، فقيه وعالِم موسوعي وأديب وشاعر، ولغوي (1915 - 2000)م.
وُلد عبد الله مصطفى النقشبندي في أربيل، عام 1915م، هرشمي من أسرة علمية عريقة في العراق، حفظ القرآن الكريم واتقن اللغة التركية والفارسية وعرف آدابهما كما أتقن اللغة الكردية فضلاً عن تمكنه التام من اللغة العربية والكردية شعراً ونثراً. سافر الدكتور عبد الله إلى جمهورية مصر العربية للإقبال على الدراسة في معاهدها العالية، وحصل على شهادة ليسانس بكالوريوس في القانون من جامعة الأزهر. 
من مؤسسي المجمع العلمي الكردي في بغداد سنة 1970 و 1972.

## الدراسة والتعليم
- درس الشريعة الإسلامية في الأزهر وحصل على بكالوريوس الشريعة .
- درس الدكتوراه لمدة خمس سنوات في جامعة لندن، وحصل على الدكتوراه عام 1959 عنوان الرسالة «نشأة أصل الإجماع في النظرية العامة للقانون الإسلامي والروماني» (بحسب ترجمة المؤلف عليه سحائب الرحمة والغفران، وكان أول طالب عراقي يحصل على هكذا شهادة من جامعة عملاقة. في كتابه المعنون الحرية الجامعية).

- حصل على شهادة الماجستير في القانون! بدرجة امتياز مع مرتبة الشرف من جامعة السوربون

## العمل والاهتمامات
- شغل منصب وزير المالية في وزارة ناجي طالب عام 1966 لكنه استقال لاحقا.[1]
- عمل وزيرا للاقتصاد في الوزارة العراقية التي تشكلت عام 1968 .
- ساهم في تأسيس المجمع العلمي الكردي في بغداد سنة 1970 و 1972 مع توفيق وهبي والدكتور كوردوف.
- تولى تدريس القانون استاذا على الملاك الدائم في الجامعة المستنصرية، وأستاذا محاضراً في جامعة بغداد.
- أسس ديوان الرقابة المالية في العراق، والدراسة العليا للمحاسبة القانونية بجامعة بغداد.
- تولى الخدمة العامة في الأعمال التالية: عضو مجلس إدارة البنك المركزي في العراق، عضو مجلس الخدمة العامة، مراقب الحسابات العام، وزيرالاقتصاد، رئيس مجلس الرقابة المالية.

## كتبه ومؤلفاته
- معالم الطريق في عمل الروح الإسلامي، ط1، عمان، 1993.
- علم أصول القانون، بغداد، ط1، 1995.
- نفحات الحياة، ديوان شعري، بغداد، ط1، 1995.
- مجمع الأشتات، وهو كتاب ضم عدة كتب، هي الرفيق الأعلى، المقتضب منهج جديد لعلم الوضع اللغوي، والمقتطف، منظة مة في علم الصوت اللغوي، ط1، 1989.
- البرد النضير لسونيتات شكسبير، ترجمة شعرية، 1995.
- وانشق القمر، مطبعة العبايجي، بغداد، 1997.
- الحرية الجامعية، قصص من واقع الحياة، بغداد، 1989.
- الرقابة المالية العامة ومشروع مجلس الإشراف والتنظيم، ط1، 1964.
- فصول في الأطوار الاقتصادية، وأوضاع مالية ومحاسبية في الجمهورية العراقية (مخطوط)